# ادوار برانلی
ادوار برانلی (فرانسوی: Édouard Branly‎؛ زاده ۲۳ نوامبر ۱۸۴۴ درگذشته ۲۴ مارس ۱۹۴۰) یک فیزیک‌دان، مخترع و استاد دانشگاه اهل فرانسه بود.